# Elaphropus anthrax
Elaphropus anthrax är en skalbaggsart som beskrevs av Leconte 1851. Elaphropus anthrax ingår i släktet Elaphropus och familjen jordlöpare. Inga underarter finns listade i Catalogue of Life.